# Die Frau
Die Frau (La femme) est le titre d'un journal allemand destiné aux femmes et publié de 1893 à 1944. Il est créé par Helene Lange comme le porte parole du mouvement des femmes, puis devient l'organe officiel du Bund Deutscher Frauenvereine (Fédération des associations de femmes allemandes), l'association faîtière des mouvements de femmes. Le magazine paraît d'abord mensuel, puis trimestriel et de 1941 à 1943 tous les deux mois.
Die Frau a influencé les débats au sein du mouvement des femmes bourgeoises.

## Historique
Le journal est initialement fondé en 1893 par l'éducatrice et militante des droits des femmes Helene Lange. Dans ses mémoires, elle indique que le mouvement des femmes manquait d'une publication qui pourrait représenter sa signification culturelle dans tout sa dimension. 
Le premier numéro de Die Frau – Monatsschrift für das gesamte Frauenleben paraît en octobre 1893. Il devient le porte-parole du mouvement des femmes. Pour rallier le plus grand nombre de femmes, et surtout les femmes de la classe moyenne, à la cause féministe, le journal publie aussi des textes de fiction, des articles sur des sujets quotidiens comme le mariage, l'éducation et l'emploi. 
Le magazine est d'abord publié mensuellement, trimestriellement et, de 1941 à 1943, tous les deux mois. Durant les premières années, l'équipe éditoriale comprend des hommes mais progressivement, ils laissent la place à une équipe exclusivement féminine.  
Au début, près de la moitié du journal est constituée de fiction, prose et poésie. Les contributions proviennent d'auteurs que Helene Lange connaît personnellement : Richard Zoozmann, Julius Lohmeyer, Ludwig Jacobowski et Frida Soyaux pour la poésie, Emma Simon, Frieda von Bülow, Jonas Lie et Elisabeth Siewert, une des contributrices les plus fréquentes jusqu'en 1900, pour la prose. Emmi Lewald, Carl Hermann Busse, Maria Janitschek et Lou Andreas-Salomé écrivent dans les deux genres.
Au début de la Première guerre mondiale, le Bund Deutscher Frauenvereine s’investit dans l’organisation du service national des femmes (Nationaler Frauendienst) destiné à mobiliser les femmes pour soutenir l'effort de guerre. Die Frau appelle à rejoindre ce service national et demande un service obligatoire pour les femmes. Gertrud Baümer rédige Heimatchronik (La chronique de la patrie), une sorte de journal interne de la guerre centré sur le service de femmes, sur dix à quinze pages pour le mensuel Die Frau de septembre 1914 jusqu’en juin 1919. Il fait pendant à la Kriegskroniek (Chronique de la guerre) que publie le pasteur Friedrich Naumann, partisan d’un socialisme national et chrétien, dans le journal Die Hilfe.
En 1921, Die Frau devint l'organe officiel de la Fédération des associations féminines allemandes (Bund Deutscher Frauenvereine).  
Malgré ses débuts modestes, Die Frau connaît un franc succès et accompagne le mouvement des femmes pendant plusieurs décennies. Après la mort d'Helene Lange en 1920, sa publication est assurée par sa compagne, Gertrud Bäumer. Il paraît même sous le national-socialisme, sous une forme réduite, jusqu'en 1944. Cela n'est cependant possible qu'avec un certain nombre d'accommodations avec le régime nazi, ce que Dorothee von Velsen, entre autres, reproche à Gertrud Bäumer. 

## Littérature
- (de) Xenia Boe, Die belletristische Literatur in den ersten Jahrgängen der Zeitschrift „Die Frau“. In: Dirk Hempe,l: Literatur und bürgerliche Frauenbewegung im Kaiserreich und in der Weimarer Republik: Forschungsberichte und Studien, Hambourg, Institut d'études allemandes, 2010 (lire en ligne), p. 139-158
- (de) Christina Stange-Fayos, Publizistik und Politisierung der Frauenbewegung in der wilhelminischen Epoche. Die Zeitschrift "Die Frau" 1893-1914, Francfort, Peter Lang, 2014 (ISBN 3631650450, lire en ligne)